# Tärna (tjänsteflicka)
En tärna är en ålderdomlig term för en ung flicka eller kvinna i tjänande ställning, alltså en tjänsteflicka. Från äldre tiders förhållanden finns också begreppen kammartärna och tjänstemö. Begreppet användes om dem som arbetade hos en förnäm dam. 
En lägre tjänsteflicka hos en förnäm familj kunde också kallas "småtärna".

### Fotnoter
1. ↑  ”Tärna”. Svenska Akademiens ordbok. 2010. https://www.saob.se/artikel/?unik=T_3603-0086.mSVS&pz=3. Läst 28 mars 2019.
2. ↑  ”Småtärna”. Svenska Akademiens ordbok. 1979. https://www.saob.se/artikel/?unik=S_07601-0178.d15p&pz=3#U_S7601_188803. Läst 28 mars 2019.